# Goni
Goni (sardinski: Gòni) je grad i općina (comune) u pokrajini Južnoj Sardiniji u regiji Sardiniji, Italija. Nalazi se na nadmorskoj visini od 383 metra i ima 483 stanovnika.
 Prostire se na 18,60 km². Gustoća naseljenosti je 26 st/km².
Susjedne općine su: Escalaplano, Ballao, Orroli, Silius i Siurgus Donigala.